# Teresin (Stanisławów)
Teresin – kolonia wsi Stanisławów w Polsce położona w województwie lubelskim, w powiecie chełmskim, w gminie Żmudź.
W latach 1975–1998 kolonia należała administracyjnie do województwa chełmskiego.